# Barm-e Dilak
Barm-e Dilak est un lieu-dit situé à environ quinze kilomètres à l'est de Shiraz, province de Fars, en Iran. L'origine du nom provient de Bahram-e dalk, ou cœur de Bahram en Persan, en rapport avec l'iconographie des reliefs rupestres sassanides qu'il abrite.

## Le site rupestre

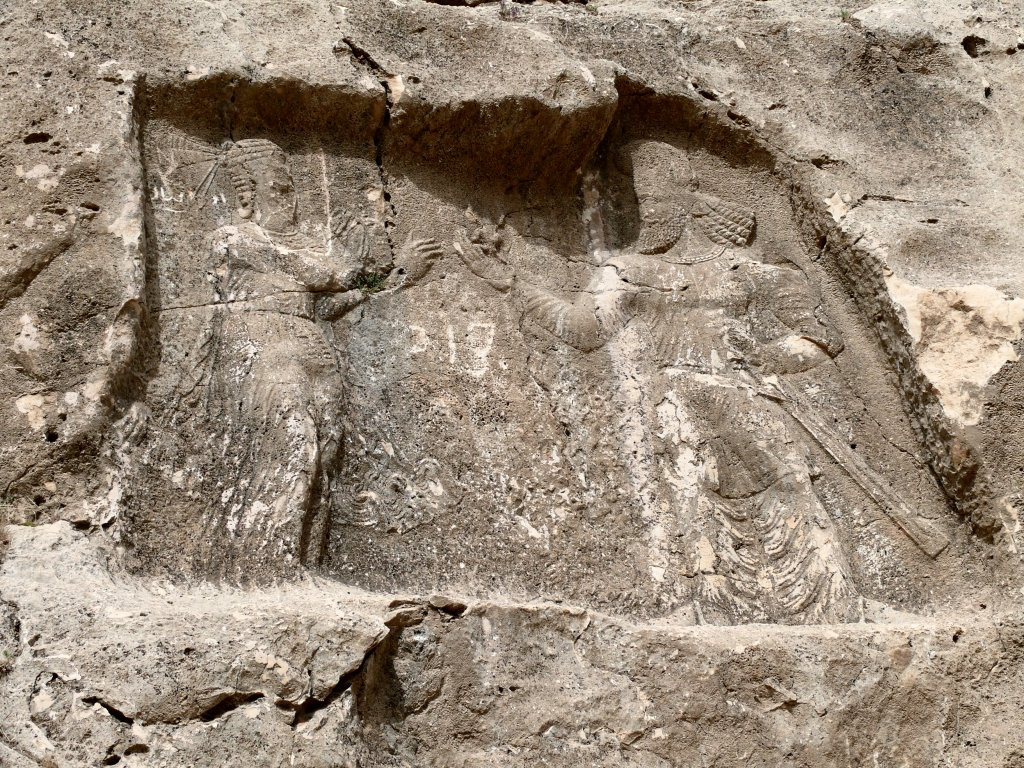
Scène familiale de Bahram II à Barm-e Dilak

Le site est situé à proximité d'une rivière, sur le versant est d'un contrefort rocheux. Il est composé de quatre reliefs taillés dans une paroi rocheuse à l'aplomb d'une source aujourd'hui asséchée. il est composé de quatre panneaux.
Le premier représente une scène familiale réalisée dans un style propre au roi Bahram II. Il montre le souverain offrant une fleur (Iris Persicus) à son épouse. la scène rappelle celle du relief de Sarab-e Qandil qui date du même règne, et dans laquelle la reine offre une fleur de lotus au roi. Le monarque et sa reine sont représentés déhanchés, en vis-à-vis, dans une attitude évoquant l'amour et la détente. Le drapé des vêtements est parfaitement réalisé. Le cadre contenant la sculpture est irrégulier, débordé par le Korymbos du roi en haut et à droite, et par le tombant de la robe de la reine en bas et à gauche. le roi a la main gauche posée sur le pommeau de son épée, tenue par un baudrier. 
Deux autres personnages composent le second relief à quelques mètres du premier. Le roi et un dignitaire se font face et marquent chacun un signe de respect de la main, index courbé vers l'avant. Pour Louis Vanden Berghe, il s'agit d'une scène d'audience dont l'interprétation est délicate: les panneaux sont en effet séparés par une bande rocheuse non travaillée et fendue par une faille. On ne sait s'il s'agit d'une zone laissée vierge témoignant d'un relief inachevée (survenue de la faille en cours de travail), ou si elle sépare deux scènes distinctes. La scène pourrait être apparentée à celle inachevée de Guyum.
Une inscription très dégradée par l'érosion en Pehlevi est difficilement distinguable, dont quelques mots ont été déchiffrés par Gerd Gropp: "...Un homme nommé Ardashir...".